# Hueso esfenoides
El hueso esfenoides (en griego: σφηνοειδής, "en forma de cuña") es un hueso impar situado en la parte media de la base del cráneo que forma parte de la estructura interna profunda de la cara, de las fosas nasales y del propio cráneo. En él se encuentra la silla turca donde se aloja la glándula hipófisis.
Se encuentra entre la porción horizontal del frontal, la porción basilar del occipital, y las porciones escamosa y petrosa del temporal.
Presenta un cuerpo, central, y seis prolongaciones laterales; dos alas mayores, dos alas menores y dos apófisis pterigoides. Este hueso, característico de primates, se desarrolla a partir de la fusión de varios huesos que se presentan de manera independiente en otros animales: los aliesfenoides (alas mayores), los orbitoesfenoides (alas menores), el basiesfenoides y el preesfenoides (ambos impares, forman el cuerpo) y los pterigoides (forman las apófisis pterigoideas).

## Cuerpo
De forma cúbica, ocupa la parte central del hueso esfenoides. Aloja a los dos senos esfenoidales (recubiertos de mucosa y separados por un tabique)

### Cara superior
Presenta, desde donde se empieza a describir, en la línea media una cresta (cresta esfenoidal) que articulada continúa a la apófisis crista galli y que termina en una punta llamada proceso etmoidal del esfenoides, o espina etmoidal, por su articulación con este.
A los lados de esta cresta existe una superficie lisa semicóncava, el yugo esfenoidal; en él se articula la lámina papirácea del etmoides. Después del yugo se observa el canal óptico esfenoidal,o surco quiasmático, que es donde se aloja el quiasma (estructura resultante del entrecruzamiento de los nervios ópticos: el derecho envía la información a la región occipital izquierda y viceversa) de los nervios ópticos terminando en ambos lados con unos agujeros llamados agujeros ópticos y atrás con el tubérculo pituitario y sirve de límite anterior para la silla turca, o fosa pituitaria, donde se aloja la hipófisis, que está situada dos centímetros por delante y dos por encima del meato auditivo interno.
Dorsalmente (posteriormente) la silla turca está limitada por la lámina cuadrilátera del esfenoides (o dorsum sellae), que en sus ángulos superiores presenta unos salientes denominados apófisis clinoides posteriores.

### Cara inferior
Lleva en la línea media la cresta esfenoidal inferior, muy saliente en su parte delantera, donde se continúa con la cresta esfenoidal anterior, formando el pico del esfenoides. La cresta inferior se articula con el borde superior del vómer que tiene forma de ángulo diedro y se constituye así el canal esfenovomeriano medio, comprendido entre la cresta y el fondo del canal vomeriano. A los lados de la cresta inferior existen unas superficies lisas de forma triangular con base interna, que forman la parte más posterior del techo de las fosas nasales, más hacia afuera se desprenden hacia abajo las apófisis pterigoides.

## Alas menores
Llamadas también apófisis de Ingrassias, surgen de la parte antero-superior de cada lateral del cuerpo del esfenoides, en dirección casi horizontal. Forman la parte posterior de la fosa craneal anterior, la región postero-medial de las órbitas, el techo de las fisuras orbitarias superiores, y del canal óptico. La unión de las alas menores con el cuerpo se denomina cresta esfenoidal y sus extremos mediales forman las apófisis clinoides anteriores.

## Alas mayores
Parten de ambas caras laterales del cuerpo del esfenoides, dirigiéndose primero lateralmente y luego adelante y arriba. Forman parte de la fosa craneal media, de la región postero-lateral de las órbitas, de la parte inferior de las fisuras orbitarias superiores y de la mayor parte de las fisuras orbitarias inferiores. Presentan varios orificios, como el oval, el redondo y el espinoso, puntos de paso de vasos y nervios.

## Apófisis o procesos pterigoideos
Forman dos láminas óseas, dirigidas verticalmente de arriba abajo, que parten a la vez de la cara inferior del cuerpo del esfenoides y del borde interno de sus alas mayores. Cada una de las alas presenta una base, un vértice, dos caras (interna y externa) y dos bordes (anterior y posterior). La base, situada en la parte superior, está atravesada de delante a atrás por un conducto recto, que es el llamado conducto vidiano (por el que pasa el nervio del mismo nombre).
El vértice, bifurcado, está formado por dos láminas óseas, que se designan con el nombre de lámina lateral y lámina medial; esta última termina con un gancho por el cual se desliza el rafe pterigomandibular, donde se insertará por anterior el músculo buccinador, y por posterior, el músculo constrictor superior de la faringe. Entre las dos láminas se encuentra una escotadura que, en el cráneo articulado, está ocupada por la apófisis piramidal del palatino. La cara interna de la lámina medial, estrecha y plana contribuye a formar la pared externa de las coanas (aberturas nasales posteriores). La cara externa de la lámina lateral, ancha y rugosa, forma la pared interna de la fosa cigomática (que sirve de inserción al fascículo inferior del pterigoideo lateral). El borde anterior, liso por arriba, es rugoso en su parte inferior para articularse con el palatino; además los bordes anteriores de la lámina medial y lateral se unen entre sí a ese nivel. El borde posterior queda libre. Entre la cara interna de la lámina lateral y la cara externa de la lámina medial se forma una excavación profunda, la fosa pterigoidea, que junto con la apófisis piramidal del palatino darán inserción para el músculo pterigoideo medial. En la parte inferior e interna de la fosa pterigoidea, se encuentra una pequeña depresión oval, la fosita escafoidea o navicular (para el periestafilino externo).

El nervio vidiano es el nombre epónimo para nervio del conducto pterigoideo. La terminología internacional no usa  epónimos.

## Importancia del esfenoides en la evolución humana
Estudios recientes sugieren la hipótesis según la cual los cambios (por mutación) de la posición del esfenoides han implicado transformaciones en la capacidad cerebral y, transitivamente, avances en las capacidades cognitivas e intelectuales.
Dentro de la línea filogenética que desemboca en el Homo sapiens se periodizan las siguientes etapas:
- Hace 60 millones de años los prosimios tenían un esfenoides horizontal y plano como la inmensa mayoría de los demás animales con cerebro.
- Hace unos 40 millones de años, en los simios el esfenoides tenía una primera inclinación hacia abajo lo cual permitía un aumento de la capacidad encefálica. Los lóbulos occipitales obtuvieron más espacio y así se logró un perfeccionamiento de la visión estereoscópica y probablemente de la memoria visual.
- Hace menos de 12 millones de años se produjo una nueva inclinación hacia abajo, esto en la línea evolutiva dio origen a los antropoides, lo cual implica un cerebro aún mayor en proporción al resto del cuerpo.
- Hace unos 6 millones de años, con los Australopithecus, la inclinación del esfenoides se volvió a acentuar, y con ello se incrementó la capacidad neurocraneal.
- Hace 2 millones de años se produjo la misma inclinación hacia abajo del esfenoides, coincidiendo con un total bipedismo. Tal bipedismo, supone la necesidad de un cerebro voluminoso con redes neuronales complejas como para mantener esa posición opuesta a la gravedad. Es también probable que esa nueva posición del esfenoides permitiera un habla rudimentaria, cuyos fonemas eran chasquidos y tonos guturales.
- Entre 200 000 y 160 000 años atrás el esfenoides obtuvo la inclinación que se encuentra en el Homo sapiens. Este hecho coincide con un aumento de la capacidad cerebral, (en especial de los lóbulos frontales) y una mayor irrigación sanguínea para el cerebro.

## Imágenes adicionales

Animación mostrando el hueso esfenoides (en verde).
Vista desde abajo (se ha eliminado la mandíbula).
Vista desde arriba (se han eliminado los huesos parietales).
Forma del hueso esfenoides.
Huesos de la cara. Nombres en latín. (Hueso esfenoides etiquetado como os esphenoidale).
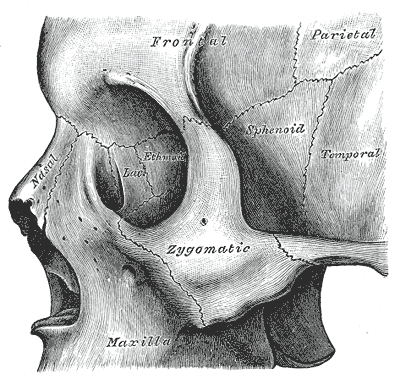
Hueso esfenoides visible en el centro a la derecha.
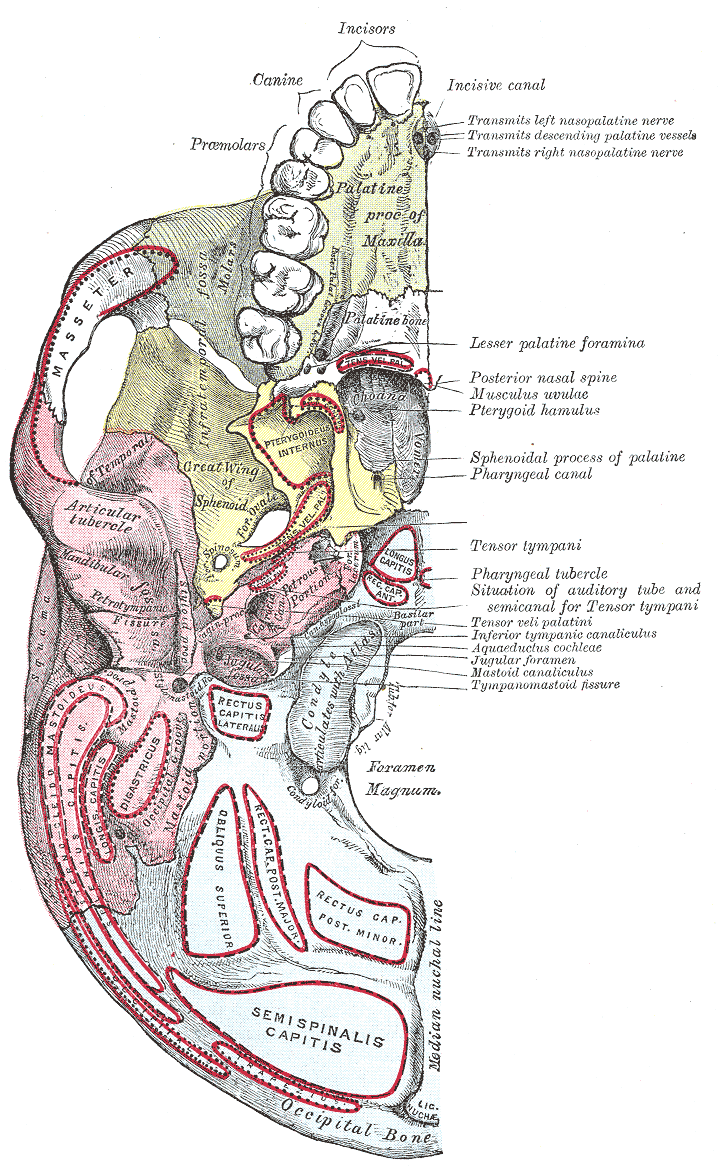
Base del cráneo. Superficie inferior.